# Carl Manner

Firmenlogo

Carl Manner (* 18. Juli 1929 in Wien; † 19. April 2017 in Wien) war ein österreichischer Unternehmer. Er war langjähriger Aufsichtsratsvorsitzender der Josef Manner & Comp. AG in Wien.

## Leben
Carl Manner wuchs auf in Hernals (17. Wiener Gemeindebezirk). Seine Eltern waren:
- Hildegard (Hilde), geb. Schuster († 1982)[1].
- Carl Manner (1902–1979)[2]. Dieser Carl war ein Sohn des Süßwarenfabrikanten Josef Manner (1865–1947).

Carl maturierte 1947 am Realgymnasium in Hernals mit Auszeichnung. 1952 promovierte er an der Universität Wien in Mathematik und Physik. 1953 stieg er in das Manner-Familienunternehmen ein. Die Prokura erhielt Carl Manner 1959, in den Vorstand des Unternehmens wurde er 1970 berufen. Von 1997 bis 2012 war er Vorstandsdirektor, danach blieb er Aufsichtsratspräsident. Sein Hauptinteresse galt immer dem Finanz- und Rechnungswesen.
Carl Manner führte das Manner-Familienunternehmen in dritter Generation. 38 Jahre lang war er im Vorstand des Unternehmens tätig.
Er wohnte bis zu seinem Tod im Jahr 2017 in einer von seinem Großvater und Firmengründer Josef Manner beim Architekten Peter Paul Brang in Auftrag gegebenen und in Wien-Hernals errichteten Villa mit Parkanlage in der Klampfelberggasse 2–4.
Carl Manner, vielfach geehrt und ausgezeichnet, starb am 19. April 2017 in Wien an Altersschwäche.
Carl Manner hatte nie geheiratet und er hat keine Kinder. Seine Aktien gingen nach seinem Ableben in seine "Privatstiftung Manner" über, heißt es.

## Auszeichnungen
- 2015: Großes Silbernes Ehrenzeichen für Verdienste um das Land Wien[6]
- 2014: Portraitbüste im Maßwerk der Westfassade des Südturmes von St. Stephan in CWien zum Dank für die jahrzehntelange Unterstützung der Dombauhütte. Diese Büste blickt in Richtung der Hernalser Manner-Fabrik.[7]
- 2003: Tourismuspreis der Wiener Wirtschaft für die jahrzehntelange Werbung durch den Stephansdom auf den Manner-Verpackungen[8]
- 1999: Großes Silbernes Ehrenzeichen für Verdienste um die Republik Österreich[9]